# Banaz
Banaz là một huyện thuộc tỉnh Uşak, Thổ Nhĩ Kỳ. Huyện có diện tích 1032 km² và dân số thời điểm năm 2007 là 38594 người, mật độ 37 người/km².